# Jüdischer Friedhof (Langendernbach)
Der Jüdische Friedhof Langendernbach ist ein Friedhof in Langendernbach, einem Ortsteil der Gemeinde Dornburg im mittelhessischen Landkreis Limburg-Weilburg.

## Beschreibung
Der jüdische Friedhof liegt in einem Waldstück ungefähr in der Mitte zwischen Langendernbach und Frickhofen. Über die Anzahl der erhaltenen Grabsteine liegen keine Angaben vor.

## Geschichte
Die Toten der jüdischen Gemeinden Langendernbach und Frickhofen wurden zunächst in Ellar beigesetzt. Im Jahr 1913 wurde mit der Anlage eines jüdischen Friedhofes zwischen Langendernbach und Frickhofen begonnen. Da es durch den Ersten Weltkrieg zu Verzögerungen kam, musste die Gemeinde Langendernbach weiterhin bis 1916 zum Unterhalt des Friedhofes Ellar beitragen.
In der NS-Zeit wurde der Friedhof zerstört, im Jahr 1971 wurde er wieder hergerichtet und es wurden neue Grabplatten gesetzt. Auf dem Friedhof befindet sich ein Denkmal mit der Inschrift Den Toten zum Gedenken – den Lebenden zur Mahnung. Den jüdischen Bürgern der Gemeinden Frickhofen und Langendernbach, die den Tod durch Verfolgung gefunden haben.